# Battleship Islands
Les Battleship Islands sont des petites îles du Lac Garibaldi en Colombie-Britannique.